# Zeki Kaygısız
Zeki Kaygısız, né le 23 avril 1998, est un coureur cycliste turc. Il évolue au sein de l'équipe continentale Beykoz Belediyesi Spor Türkiye.

## Biographie
Actif en VTT, Zeki Kaygısız est notamment devenu champion de Turquie de cross-country eliminator en 2017,. Il participe également à des compétitions sur route, chez les amateurs mais aussi au niveau professionnel. 

## Palmarès en VTT

### Championnats nationaux
- 2015
  -  Champion de Turquie de cross-country juniors
- 2016
  -  Champion de Turquie de cross-country juniors
- 2017
  -  Champion de Turquie de cross-country eliminator
- 2019
  - 3e du championnat de Turquie de cross-country eliminator
- 2021
  - 2e du championnat de Turquie de cross-country
- 2024
  - 2e du championnat de Turquie de cross-country marathon

## Classements mondiaux
| Année                                 | 2023  | 2024  |
| ------------------------------------- | ----- | ----- |
| Classement mondial                    | 2992e | 2357e |
| UCI Europe Tour                       | 1610e | nc    |
|                                       |       |       |
| Légende : nc = non classéSource : UCI |       |       |